# Ernst Goldenbaum
Ernst Goldenbaum (Parchim, 15 december 1898 – Berlijn, 13 maart 1990) was een Duits politicus. Tijdens de Eerste Wereldoorlog (1914-1918) diende Goldenbaum als militair. Hij nam actief deel aan de Novemberrevolutie (1918) en was daarna industrie-arbeider. In 1919 werd hij lid van de onafhankelijke-socialistische partij USPD en daarna werd hij lid van de communistische partij KPD. Van 1923 tot 1925 was hij gemeenteraadslid te Parchim en daarna van 1924 tot 1932 (met enige korte tussenpozen) afgevaardigde in de Landdag van Mecklenburg-Schwerin. Van 1932 tot 1933 was hij redacteur van het KPD-dagblad Volkswacht. Vanaf 1933 was hij boer in Parchim en werkte hij voor de illegaliteit tegen het naziregime. 
In 1944 belandde Goldenbaum voor zijn antinazi-activiteiten in concentratiekamp Neuengamme en later in het concentratiekamp Sachsenhausen. Na de oorlog werd hij lid van de Sozialistische Einheitspartei Deutschlands (communisten), maar al gauw werd hij medeoprichter en voorzitter van de Demokratische Bauernpartei Deutschlands (Boerenpartij). De DBD was een van de satellietpartijen van de SED. Goldenbaum bleef tot 1982 voorzitter van de DBD. Van 1949 tot 1950 was Goldenbaum minister van Land- en Bosbouw. 
Van 1949 tot 1982 was Goldenbaum lid van de Volkskammer (parlement) en van 1950 tot 1958 voorzitter van de kamercommissie Land- en Bosbouw. Van 1950 tot 1963 was hij vicevoorzitter van de Volkskammer en daarna tot 1976 lid van het Presidium van de Volkskammer. 
Ernst Goldenbaum was vanaf 1982 erevoorzitter van de DBD. In 1973 ontving hij de Karl-Marx-Orde. 
In 1982 werd Goldenbaum als voorzitter van de DBD opgevolgd door Ernst Mecklenburg.
- Gemeinsame Normdatei: 172100577
- International Standard Name Identifier: 0000 0001 1639 0769
- Library of Congress Control Number: n90647864
- Nationale Bibliotheek van Polen: a0000002192601
- Virtual International Authority File: 245162049
- WorldCat: E39PBJh4v4F8HQR4qHPCdxTfv3